# Bulloper

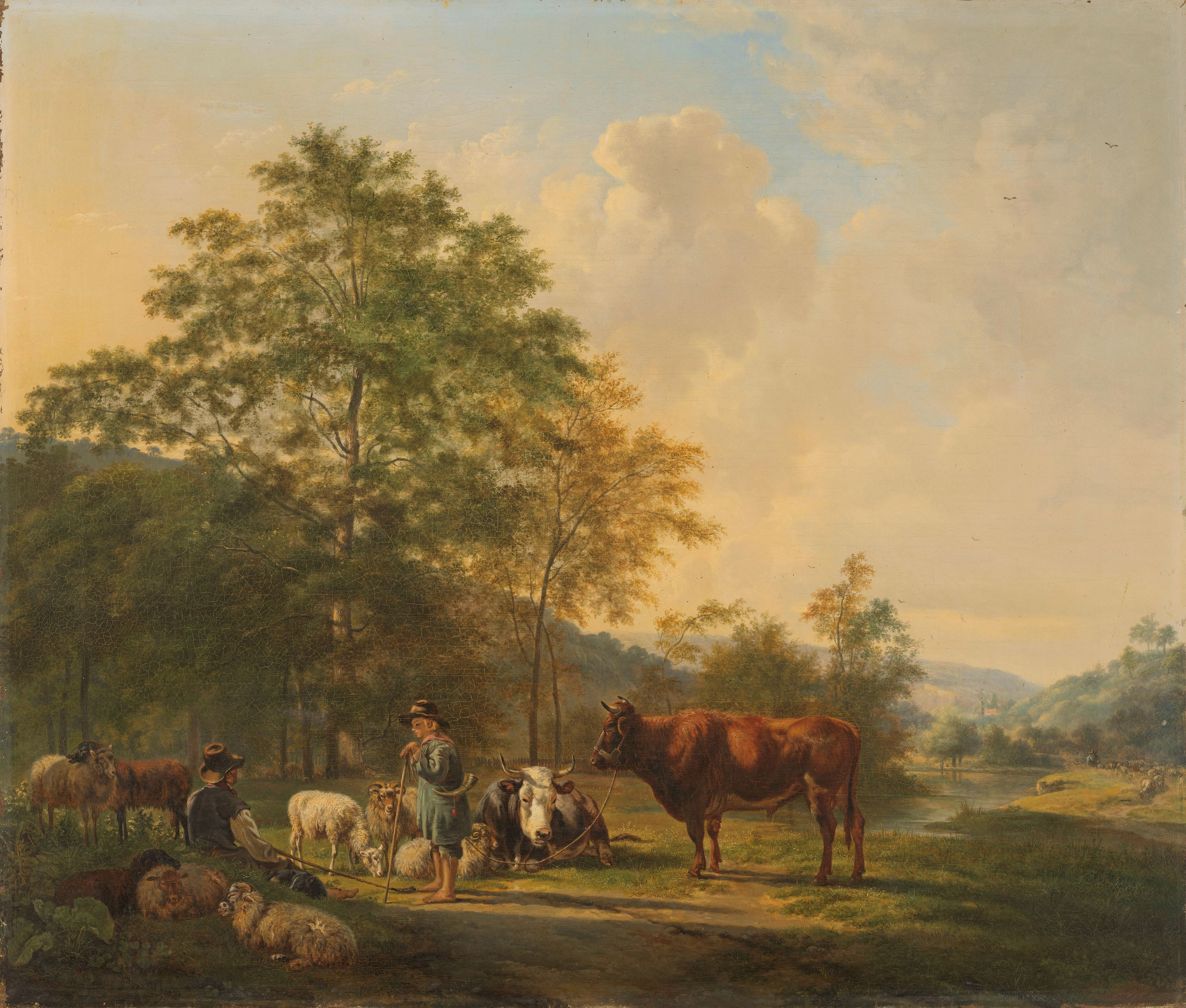
Landschap met herder, bulloper en vee Rijksmuseum

Bulloper, ook wel een bolleman of -loper, bulleman, stierloper of stierenleider, is iemand die met een stier rondgaat om koeien te laten dekken. In de 18e eeuw was bul het woord dat werd gebruikt voor stier. In de Neder-Betuwe werd ook wel het woord 'var' gebruikt. Dagelijks liep de bulloper van boerderij naar boerderij, blazend op een hoorn om zijn komst aan te kondigen.
De bulloper zou later (na 1945) vervangen worden door de inseminator, die dan vaak motorbul of motorbolle werd genoemd.

## Geschiedenis
Tot ver in 19e eeuw werden runderen gedekt met behulp van stieren. Het aankopen van een stier en het onderhouden daarvan was echter duur. Daarom hadden alleen 'grote' veehouderijbedrijven een eigen stier. Soms leverde zij ook dekdiensten aan de buren. Om de kosten te van aanschaf en onderhoud te drukken richtte boeren een bullestiek, ook wel stierenvereniging, op. In 1764 werd voor het eerst een stier ten behoeve van de gemeenschap aangeschaft. Door de oprichting van het Nederlands Rundvee Stamboek (NRS) kwam de oprichting van het aantal stierenverenigingen in een stroomversnelling.
Tijdens het dekseizoen, van 1 mei tot 1 augustus, rond 1800 besprong zo'n stier zo'n 500 koeien. Rond 1870 besprong een stier nog 200 à 400 koeien. Omdat het zo intensief was hielden stieren het maar een paar jaar vol. Meestal gebruikte men twee- of driejarige stieren en werden ze op 5-jarige leeftijd vetgemest voor de slacht.
Veel bullestieken werden na de Tweede Wereldoorlog omgezet in een KI-vereniging. De bullestiek van Hoogwoud werd pas in 1971 opgeheven.